# Rivière des Anglais
Pour l’article homonyme, voir Anglais (homonymie).
La rivière des Anglais (désigné "English River" aux États-Unis) est un affluent de la rivière Châteauguay. Cette rivière transfrontalière entre le Canada et les États-Unis traverse :
- le comté de Clinton, dans l'État de New York, aux États-Unis;
- la MRC Les Jardins-de-Napierville: dans la municipalité de Hemmingford, en Montérégie, au Québec, au Canada;
- la MRC Le Haut-Saint-Laurent: dans les municipalités de Havelock, de Saint-Chrysostome et de Très-Saint-Sacrement, en Montérégie.

Dans l'État de New York, le cours de English River est surtout desservi par le Drown Road, White Road (sens est-ouest), Davison Road (sens est-ouest) et le Blackman Corners Road (CR 16) (sens nord-sud). Au Canada, le cours de la rivière des Anglais est surtout desservi par la route 203 (chemin du rang du Moulin, chemin du rang Sainte-Anne).
La surface de la rivière est généralement gelée de la mi-décembre à la fin mars. La circulation sécuritaire sur la glace se fait généralement de fin décembre à début mars. Le niveau de l'eau de la rivière varie selon les saisons et les précipitations.

## Géographie
Des ruisseaux forestiers et agricoles alimentent la tête de la rivière des Anglais. Son cours débute dans le comté de Clinton (NY), aux États-Unis près de l'intersection de la Stone Road et du Canaan Road. Cette source est située à 5,1 km au sud de la frontière canado-américaine et à 11,3 km à l'ouest du lac Champlain.
Le cours de la rivière des Anglais coule sur 67,1 km avec une dénivellation de m selon les segments suivants :
Cours de la rivière des Anglais dans l'État de New York (English River) (segment de 23,4 km avec une dénivellation de m)
- 8,8 km vers l'Est en formant une courbe vers le sud, et en passant sur une courte distance en fin de segment dans le Clinton Mooers Forest Preserve Detached Parcel, jusqu'à Cannon Corners Road
- 14,6 km vers l'Est en longeant le Davison Road (passant du côté nord), en coupant le Lamberton Road (sens nord-sud), bifurquant vers le nord-est en longeant le Blackman Corners Road (CR16) (passant du côté est) et en coupant le Scriver Road (sens est-ouest, jusqu'à la frontière canado-américaine.

Cours de la rivière des Anglais au Québec (segment de 43,7 km avec une dénivellation de 50 m)
Note : Le cours au Canada traverse sur les zones agricoles, parfois des îlots forestiers.
- 2,9 km vers le nord-ouest dans Havelock en serpentant en zone agricole et forestière, jusqu'au chemin de Covey Hill ;
- 6,9 km d'abord vers le nord-ouest en formant un crochet vers l'ouest pour recueillir le ruisseau Robson (venant du sud-est et nommé West Branch English River dans le comté de Clinton, NY), pour remonter ensuite vers le nord en longeant la Montrée Jackson, jusqu'à la route 202 Ouest, qu'elle coupe à 0,2 km à l'est du hameau The Fort (croisement routier) ;
- 4,7 km en formant quelques croches, vers le nord-ouest en recueillant le ruisseau Prévost (venant de l'est), en coupant la Montée Giroux (sens nord-sud) et en recueillant le ruisseau Vaillancourt (venant du sud-ouest) et le ruisseau Mooer (venant du sud-ouest) en fin de segment, jusqu'au chemin Cowan qu'elle coupe à 0,7 km à l'ouest du hameau Cowan ;
- 8,8 km en zone agricole d'abord vers le nord, le sud-ouest en recueillant le ruisseau Giroux (venant du nord-est) en formant une grande courbe vers le sud en recueillant le ruisseau Levi (venant du sud), puis vers le nord-ouest en recueillant le ruisseau Boilleau (venant du sud-ouest) et le cours d'eau Vincent (venant de l'est), jusqu'à la confluence de la rivière Noire (venant du sud), soit au cœur du village de Saint-Chrysostome ;
- 7,5 km en zone agricole vers le nord en recueillant le ruisseau Toynton (venant de l'est), puis le nord-ouest en recueillant le cours d'eau McKenzie-Chaloux (venant sud-ouest), en recueillant le ruisseau Cloutier (venant du nord-est) et en passant du côté Est du hameau Aubrey, jusqu'à la confluence du ruisseau Norton (venant de l'Est) ;
- 12,7 km d'abord sur 5,3 km vers l'ouest en formant quelques courbes en recueillant les ruisseaux Athinson (venant du sud) et Zénophile-Primeau (venant du sud), jusqu'à la décharge du ruisseau Anderson (venant du sud), puis sur 7,4 km vers le nord en traversant le village de Howick, ne recueillant le ruisseau Lemieux-Muir (venant de l'est) et le ruisseau Robertson (venant du sud), jusqu'à son embouchure[1].

La rivière des Anglais coule généralement vers le nord-ouest en zone agricole pour aller se déverser sur la rive sud dans un coude de la rivière Châteauguay, près de la route 138. Cette confluence se situe à :
- 3,4 km au nord du centre du village de Howick ;
- 10,6 km au sud-ouest du canal de Beauharnois ;
- 13,6 km au nord-ouest du centre du village de Saint-Chrysostome ;
- 21,6 km au sud de la confluence de la rivière Châteauguay et du lac Saint-Louis.

À partir de l’embouchure de la rivière des Anglais le courant suit le cours de la rivière Châteauguay sur 20,2 km jusqu'à la rive sud du lac Saint-Louis (fleuve Saint-Laurent).

## Toponymie
Dans le comté de Clinton (NY, É.U.A.), ce cours d'eau est désigné "English River".
Le toponyme "rivière des Anglais" a été officialisé le 5 décembre 1968 à la Commission de toponymie du Québec.